# Excalibur Army
Excalibur Army (EA) — чеська приватна оборонна компанія, що займається виробництвом та модернізацією військової техніки, в тому числі артилерійських систем та танків. Створена 1995 року.

## Історія
Компанію було засновано 1995 року. В 2005 відкрито новий завод в Пршелоучі, а в 2012 ремонтний завод у Штернберку. З 2014 компанія є частиною Czechoslovak Group.

## Продукція
На кінець січня 2023 року на сайті наявна така продукція:
- Модернізації радянських танків Т-72 та Т-55[5]. 
  - T-72 Scarab: встановлення динамічного захисту DYNA, більш потужного двигуна, покращеної оптики та дистанційно керованого кулемета.
- Модернізація старих артилерійських систем типу DANA та 2С1 «Гвоздика» та інших і створення нових[6][7]:
  - DANA M2 — DANA з новою кабіною та автоматизованою СКВ.
  - DITA — 155-мм САУ з аналогічним компонуванням.
  - Morana — 155-мм повністю автоматизована артилерійська установка[8].
  - RM 70 M1 — оновлений RM-70 з нічною камерою
  - RM-70 Vampire 4D — модернізація з новою кабіною та цифровою СКВ
  - BM-21MT Striga («стрига») — пускова установка БМ-21 на двовісному шасі Tatra 815-7.
  - BM-21 MU — БМ-21 з цифровою СКВ
- Виготовлення бронеавтомобілів Patriot, Patriot II та Triton, обслуговування та модернізація радянських БМП, БРДМ-2 та польсько-чехословацьких OT-64[9].
- Виготовлення БРЕМ на шасі Tatra: AM-50 EX, AM-70 EX, Decon, Treva-15, Treva-30[10], AV-15, UDS-214 та на шасі Т-55 VT-55A[11].

У ЗМІ також фігурують наступні позначення:
- T-72 Avenger — модернізований Т-72, що має динамічний захист, оновлену нічну оптику, сучасну радіостанцію та GPS[12][13].
- T-72EA — модернізований Т-72, що має динамічний захист, оновлену нічну оптику, сучасну радіостанцію та інше[14].
- Viktor — зенітна установка з нічним прицілом, що має два чи чотири 14.5-мм кулемети КПВТ, аналогічна ЗПУ-2 чи ЗПУ-4, може встановлюватись на пікап[15]. Вага установки складає 660 та 1360 кг у двоствольній та чотириствольній конфігураціях відповідно[16].

## EA та Україна
В липні 2019 року Україна придбала в EA 16 САУ 2С1 «Гвоздика».
В 2020 році стало відомо про закупівлю САУ DANA M2, що викликало неоднозначну реакцію через відносно невеликі запаси 152-мм снарядів в Україні та нібито застарілість артилерійської частини; втім, згодом було розкрито, що установки оснащені цифровими СКВ. Контракт було укладено ще в 2018 році, початкова кількість САУ мала складати 66 машин, але згодом була зменшена до 26. Ціна склала близько 1,5 млн доларів США. В квітні–липні 2021 року проходили державні випробування САУ, які завершились успіхом. Втім, угода зірвалась через спротив різних політичних сил в Україні. 
В кінці 2020 року було закуплено в EA 155-мм боєприпаси різної номенклатури для випробування установки 2С22 «Богдана». 
Під час повномасштабного вторгнення Росії компанія модернізувала танки Т-72 для України. В грудні 2022 було оголошено про модернізацію 90 танків в 2022–2023 роках за кошти США та Нідерландів на загальну суму близько 90 млн доларів, а згодом ще про 30. Танки закуплялись в різних країнах світу та в різних технічних станах; на машини встановлювався динамічний захист, нові оптичні прилади та зв'язок. Для розширення виробництва компанія також працевлаштувала українських біженців.
Також на один такий танк T-72 Avenger чеські волонтери зібрали 1,22 млн доларів протягом вересня–жовтня 2022.
В грудні 2022 року чеські волонтери зібрали 3,85 млн доларів на 15 здвоєних зенітно-кулеметних установок Viktor виробництва EA на шасі пікапів Toyota для боротьби з іранськими БПЛА.
В січні 2023 прем'єр-міністр Чехії Петр Фіала відвідав підприємство, підписав танк для України та оголосив про передачу Україні БРЕМ Tatra Treva 30.
У листопаді 2023 року стало відомо, що Сили оборони України застосовують BM-21MT Striga.